# Yrjö Lehtilä
Yrjö Lehtilä (Finlandia, 19 de noviembre de 1916 - 27 de marzo de 2000) fue un atleta finlandés especializado en la prueba de lanzamiento de peso, en la que consiguió ser medallista de bronce europeo en 1946.

## Carrera deportiva
En el Campeonato Europeo de Atletismo de 1946 ganó la medalla de bronce en el lanzamiento de peso, llegando hasta los 15.23 metros, siendo superado por el islandés Gunnar Huseby (oro con 15.56 metros) y el soviético Dmitriy Goryainov (plata con 15.25 metros).